# Odorrana jingdongensis
Odorrana jingdongensis es una especie de anfibio anuro de la familia Ranidae.

## Distribución geográfica
Esta especie habita entre los 1000 y 1600 m de altitud:
- en la República Popular China en el sudoeste de Yunnan en Jingdong, Jinping, Luchun, Yongde, Cangyuan y Menglian Xians y en el sur de Guangxi;
- en el norte de Vietnam en la provincia de Lào Cai.[4]

Su presencia es incierta en el noreste de Birmania y el norte de Laos.

## Etimología
Su nombre de especie, compuesto de jingdong y el sufijo latín -ensis, significa "que vive en, que habita", y se le dio en referencia al lugar de su descubrimiento, el condado autónomo Jingdong Yi.

## Publicación original
- Fei, Ye & Li, 2001 : Descriptions of two new species of the genus Odorrana in China (Anura: Ranidae). Acta Zootaxonomica Sinica, vol. 26, n.º 1, p. 108-114.[5]